# Frank Drake

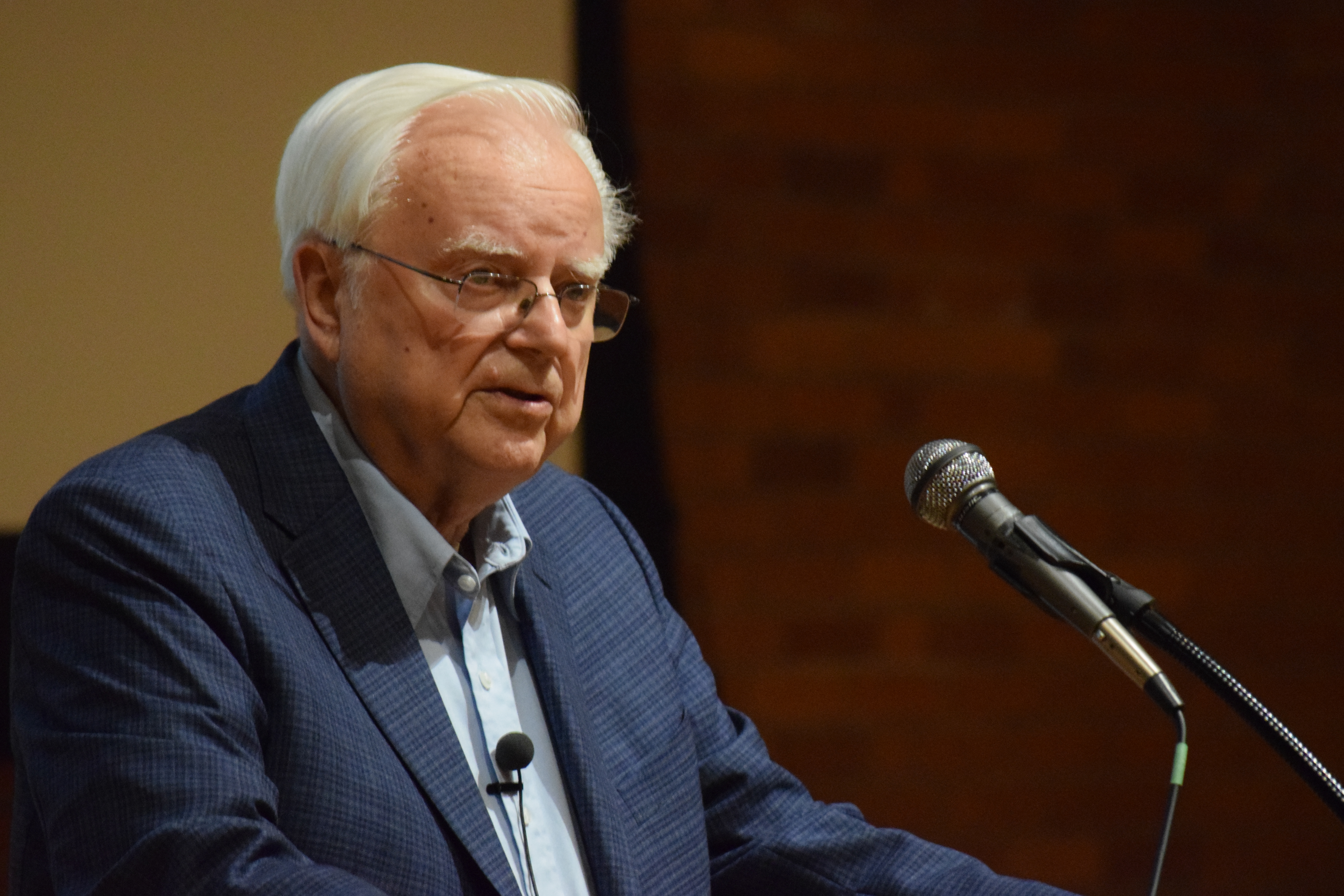
Frank Drake (2017)

Frank Donald Drake (* 28. Mai 1930 in Chicago; † 2. September 2022 in Aptos, Kalifornien) war ein US-amerikanischer Astronom und Astrophysiker.

## Leben
Frank Drake studierte an der Cornell-Universität. 1952 bekam er den Bachelor in technischer Physik mit Auszeichnung. Zwischen 1952 und 1955 diente er bei der U.S. Marine als Electronics Officer. An der Harvard-Universität erreichte er 1956 den Master of Science und 1958 den Titel Doktor der Astronomie.
Er startete 1960 die ersten radioastronomischen Versuche und begründete das so genannte Projekt Ozma (benannt nach dem Kinderbuch Ozma von Oz). Er war Mitglied der National Academy of Sciences und organisierte 1961 mit J. Peter Pearman dort die erste SETI-Konferenz. Er war ab 1965 Direktor des Arecibo-Observatoriums in Puerto Rico und war von 1988 bis 1990 Präsident der Astronomical Society of the Pacific. Zusätzlich arbeitete er von 1964 bis 1984 als Professor der Astronomie an der Cornell-Universität und von 1984 bis 1990 als Professor für Forschung der Astronomie und Astrophysik an der Universität von Kalifornien in Santa Cruz.
Ab 1984 war Frank Drake Präsident des SETI-Institutes. 1974 wurde er in die American Academy of Arts and Sciences gewählt.
Frank Drake starb am 2. September 2022 zuhause in Aptos, Kalifornien.

## Werk
Er entwickelte die Drake-Gleichung und stellte sie 1961 am Green-Bank-Observatorium vor. Diese Formel gilt seither als Grundlage aller weiterführenden Diskussionen in Bezug auf die Suche nach extraterrestrischem Leben.
1974 sandte er in Zusammenarbeit mit Carl Sagan und weiteren Wissenschaftlern mit dem Arecibo-Radioteleskop eine Botschaft ins All. Dieses Projekt ist als Arecibo-Botschaft bekannt.
Drake schrieb über 150 Artikel und Bücher, unter anderem 1984 mit Dava Sobel als Co-Autor das Buch Signale von anderen Welten (engl. Is anyone out there?).
1983 wurde das nach ihm benannte Frank Drake Planetarium in Norwood (Ohio) eingeweiht, 2015 wurde ein Asteroid nach ihm benannt: (4772) Frankdrake.

## Engagement
Seit seiner Jugend beschäftigte sich Frank Drake mit extraterrestrischem Leben. Er war der erste Mensch in der Geschichte, der systematisch mit Hilfe von Radioteleskopen nach außerirdischer Intelligenz im Universum forschte. Durch seine Initiative wurden zahlreiche SETI-Projekte ins Leben gerufen, das bekannteste und erfolgreichste ist SETI at home.